# Colure

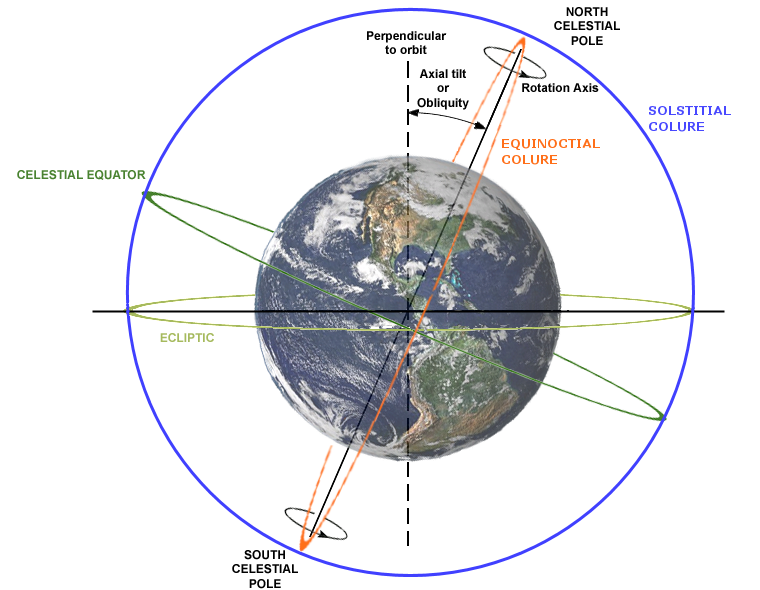
Narancs = napéjegyenlőségi colure
Kék = napfordulói colure

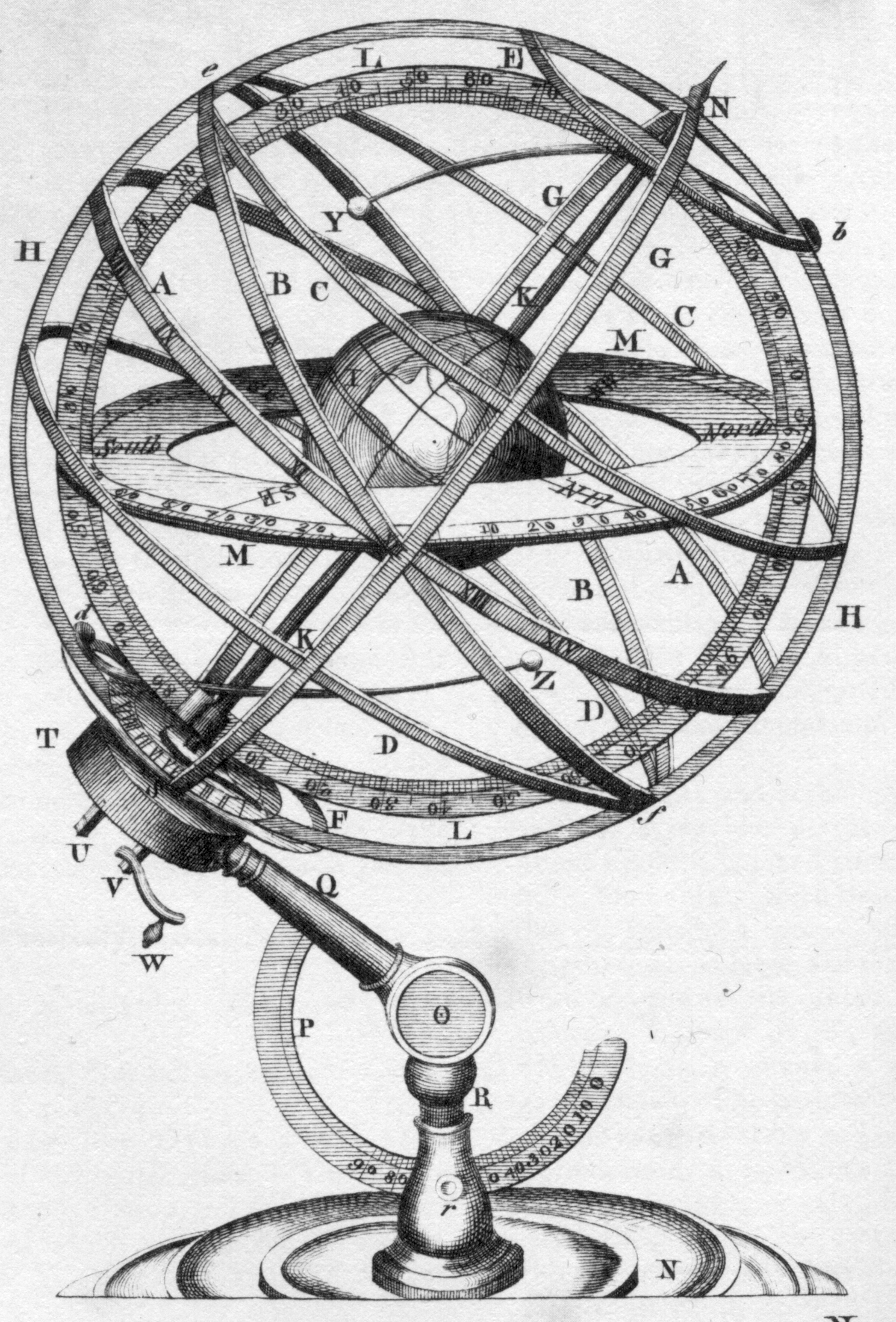
G = napéjegyenlőségi colure
H = napfordulói colure

A colure (ejtsd: kolur) a csillagászatban a két fő meridián egyike az égi szférán. A szó a latin colūrī szóból származik, eredetileg a görög kolourai szóból ered, aminek jelentése: rövidre vágott, megnyirbált.

## Napéjegyenlőségi colure
A napéjegyenlőségi colure egy meridián vagy nagy kör az égi szférán, amely áthalad az égi pólusokon, valamint a két nap-éj egyenlőségi ponton: a Kos első pontján, illetve a Mérleg első pontján.

## Napfordulói colure
A napfordulói colure az égi szféra meridiánja vagy nagy köre, amely áthalad a pólusokon, majd a két napfordulón: a Rák első pontján, és a Bak első pontján.